# Trédrez-Locquémeau
Trédrez-Locquémeau (bretonisch: Tredraezh-Lokemo) ist eine französische Gemeinde mit 1.468 Einwohnern (Stand: 1. Januar 2022) im Département Côtes-d’Armor in der Region Bretagne; sie gehört zum Arrondissement Lannion und zum Kanton Plestin-les-Grèves. Die Einwohner werden Trédéziens genannt.

## Geographie
Trédrez-Locquémeau liegt etwa 50 Kilometer westnordwestlich von Saint-Brieuc am Ärmelkanal. Umgeben wird Trédrez-Locquémeau von den Nachbargemeinden Ploumilliau im Osten sowie Saint-Michel-en-Grève im Süden.

## Bevölkerungsentwicklung
| Jahr                      | 1962 | 1968 | 1975 | 1982 | 1990 | 1999 | 2006 | 2013 |
| Einwohner                 | 954  | 916  | 932  | 1069 | 1155 | 1250 | 1392 | 1432 |
| Quelle: Cassini und INSEE |      |      |      |      |      |      |      |      |

## Sehenswürdigkeiten
Siehe auch: Liste der Monuments historiques in Trédrez-Locquémeau
- Lann-Ar-Peulven Menhir
- Menhire Toul-an-Lann, Lann Saliou und Lianver, alle Monument historique seit 1982
- Dolmen von Roscoualc’h
- Kirche Saint-Quémeau in Locquémeau aus dem 16. Jahrhundert
- Kirche Notre-Dame in Trédrez, um 1500 errichtet
- Herrenhaus Coatrédrez aus dem 15./16. Jahrhundert

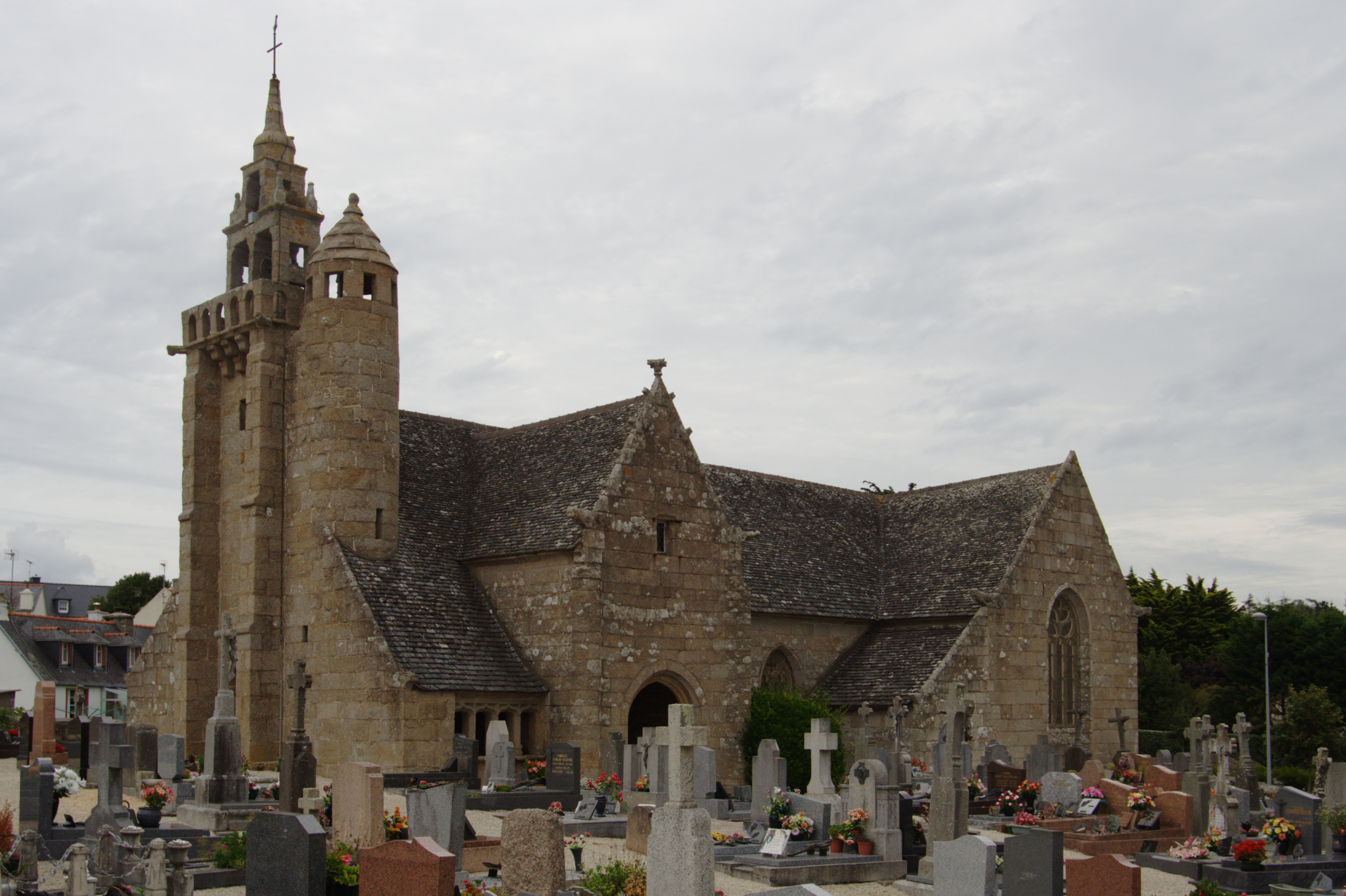
Kirche Saint-Quémeau
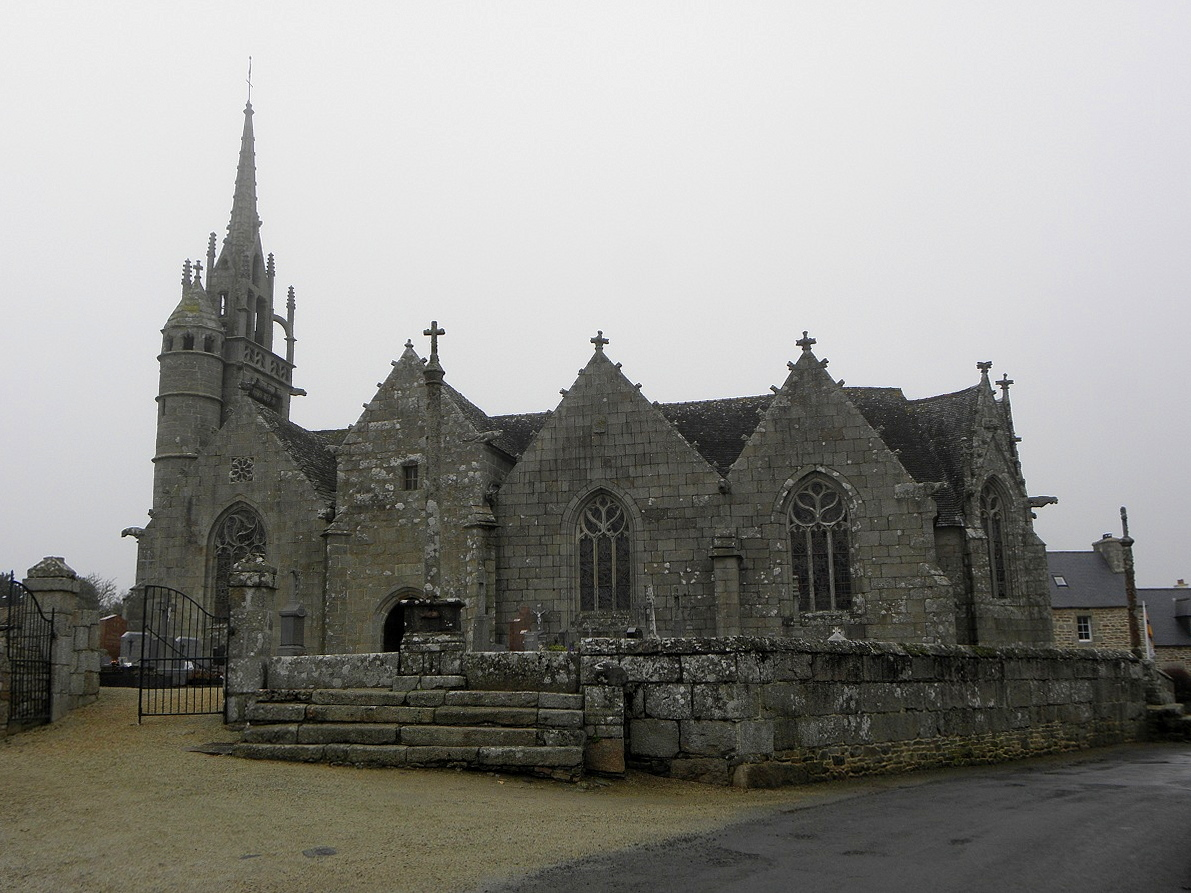
Kirche Notre-Dame
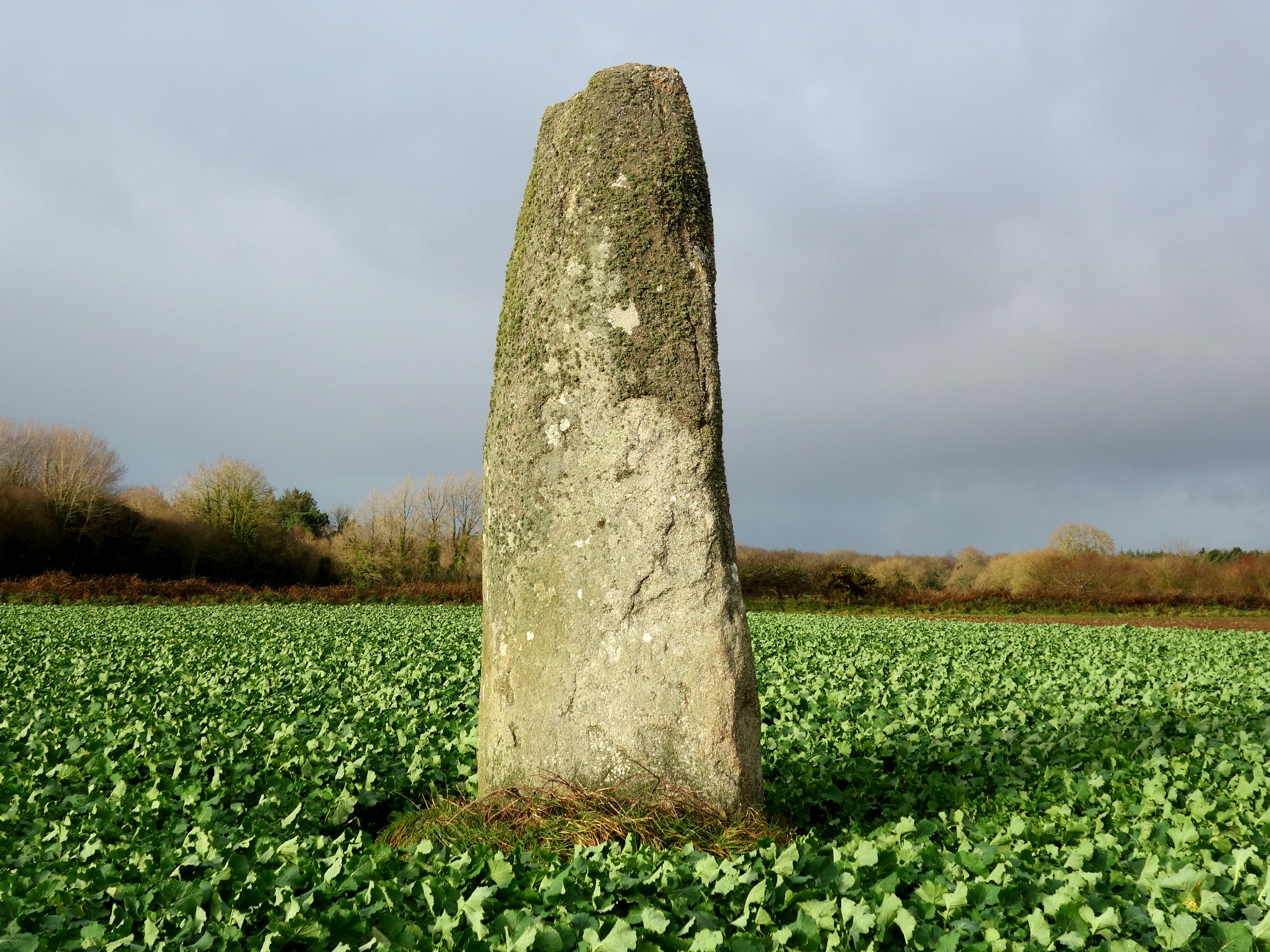
Der Menhir Toul-an-Lann
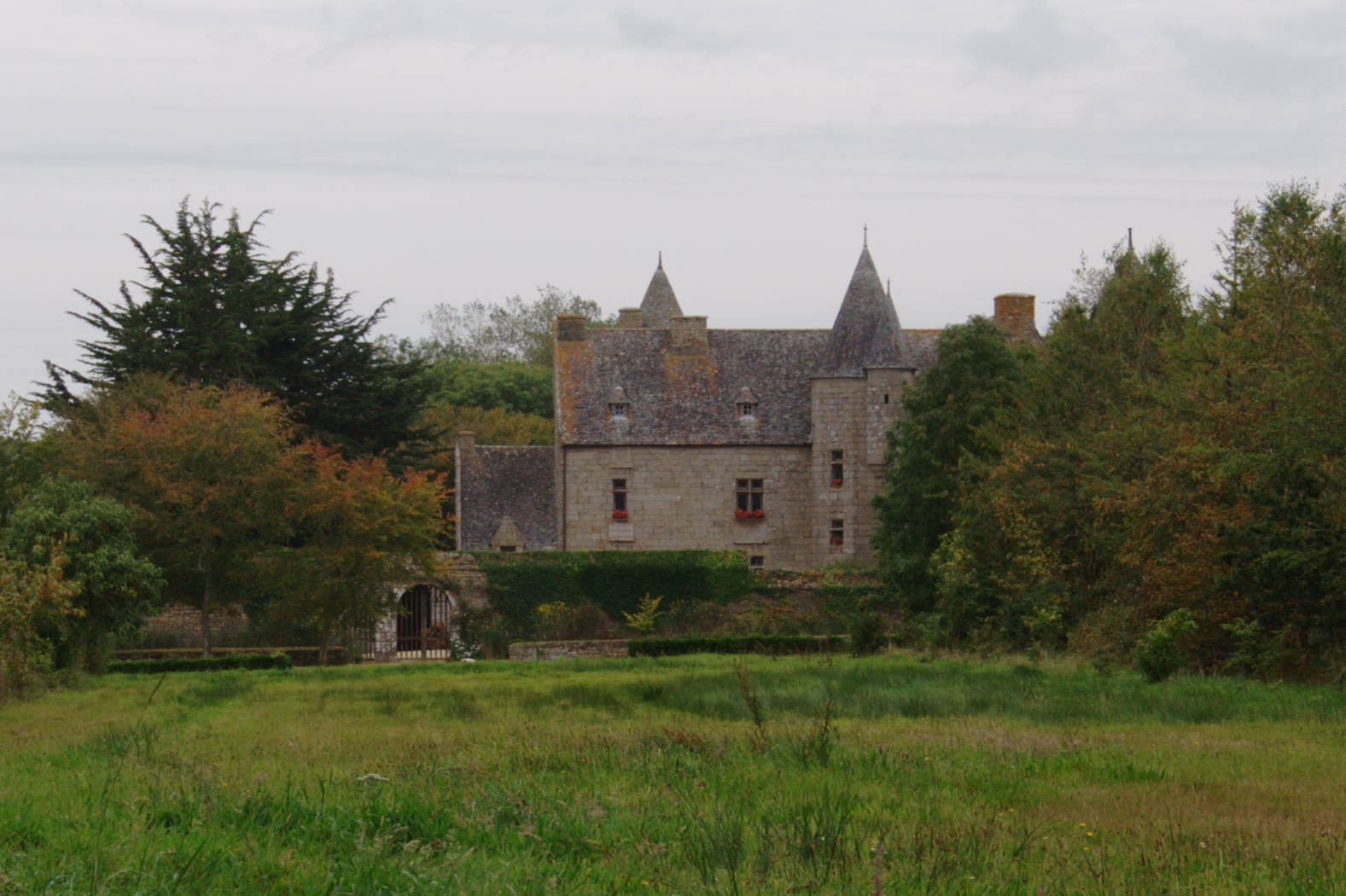
Herrenhaus Coatrédez

## Persönlichkeiten
- Jules Gros (1890–1992), Linguist